# کمیته المپیک آرژانتین
کمیته المپیک آرژانتین (انگلیسی: Argentine Olympic Committee) یک سازمان ورزشی است که نماینده کشور آرژانتین در کمیته بین‌المللی المپیک می‌باشد.
این سازمان که در سال ۱۹۲۳ تأسیس شده مسئول آماده‌سازی و اعزام ورزشکاران به بازی‌های المپیک، بازی‌های المپیک جوانان و بازی‌های پان امریکن است. 